# Diocesi di Gera
La diocesi di Gera (in latino: Dioecesis Geritana seu Gerrensis) è una sede soppressa e sede titolare della Chiesa cattolica.

## Storia
Gera, la cui identificazione è incerta, è un'antica sede episcopale della provincia romana dell'Augustamnica Prima nella diocesi civile d'Egitto. Faceva parte del patriarcato di Alessandria ed era suffraganea dell'arcidiocesi di Pelusio.
Racconta Sozomeno che, nell'inverno del 403, di ritorno dal concilio della Quercia (presso Calcedonia), il metropolita Teofilo di Alessandria si fermò a Gera, dove era appena deceduto il vescovo Eudemone e gli abitanti avevano scelto come successore Nilammone, un monaco anacoreta che viveva nei pressi della città e che si era opposto con forza alla sua elezione; Teofilo doveva convincere Nilammone ad accettare l'incarico, ma questi morì prima della sua consacrazione. Nella lettera festale dell'anno successivo, Teofilo comunicò il nuovo successore di Eudemone, il vescovo Piroso. Al concilio di Calcedonia del 451 partecipò il vescovo Stefano.
Dal XVIII secolo Gera è annoverata tra le sedi vescovili titolari della Chiesa cattolica; la sede è vacante dal 4 luglio 1977. Il suo ultimo titolare è stato John Michael Fearns, vescovo ausiliare di New York. La sede, soprattutto nel corso dell'Ottocento, è conosciuta come Geritana (Gera) o Gerrensis (Gerrha).

## Cronotassi

### Vescovi greci
- Eudemone † (? - circa 403 deceduto)
  - Nilammone † (vescovo eletto)
- Piroso † (404 - ?)
- Stefano † (menzionato nel 451)

### Vescovi titolari
- Francisco Juan Leiza (de Leyva) † (23 febbraio 1739 - 24 ottobre 1747 deceduto)
- Juan Francisco Manrique Lara † (22 settembre 1749 - 1º aprile 1754 nominato vescovo di Oviedo)
- Alonso de Solís Marroquín y Gragera, O.S.Iacobi † (18 luglio 1757 - 17 febbraio 1783 nominato vescovo di Badajoz)
- Dominicus Castells † (24 luglio 1786 - 23 luglio 1788 deceduto)
- Pablo Sitjar Ruata † (24 luglio 1797 - 16 marzo 1808 nominato vescovo di Barcellona)
- James Buckley † (6 marzo 1819 - 26 marzo 1828 deceduto)
- Francesco Maria Zoppi † (15 aprile 1833 - 7 aprile 1841 deceduto)
- Joannes Zwijsen † (14 gennaio 1842 - 4 marzo 1853 nominato arcivescovo di Utrecht)
- Alexander Goss † (29 luglio 1853 - 25 gennaio 1856 succeduto vescovo di Liverpool)
- Daniel McGettigan † (29 febbraio 1856 - 1º maggio 1861 succeduto vescovo di Raphoe)
- Victor-Joseph Doutreloux † (5 luglio 1875 - 24 agosto 1879 succeduto vescovo di Liegi)
- Cesare Fedele Abbati, O.F.M. Ref. † (23 settembre 1879 - 23 gennaio 1885 nominato vescovo di Chio)
- Hendrik-Karel Lambrecht † (26 marzo 1886 - 17 giugno 1888 succeduto vescovo di Gand)
- João Fernando Santiago Esberard (Esberrard) † (26 giugno 1890 - 12 maggio 1891 succeduto vescovo di Olinda)
- Constant-Jean-Baptiste Prodhomme, M.E.P. † (2 giugno 1913 - 20 agosto 1920 deceduto)
- Luca Ermenegildo Pasetto, O.F.M.Cap. † (21 novembre 1921 - 22 settembre 1937 nominato arcivescovo titolare di Iconio)
- Ilarino Felder, O.F.M.Cap. † (12 aprile 1938 - 27 novembre 1951 deceduto)
- Jacinto Argaya Goicoechea † (15 agosto 1952 - 12 settembre 1957 nominato vescovo di Mondoñedo)
- John Michael Fearns † (4 novembre 1957 - 4 luglio 1977 deceduto)